# Martna kommun
Martna vald är en kommun i Estland.   Den ligger i landskapet Läänemaa, i den västra delen av landet, 80 km sydväst om huvudstaden Tallinn.
Följande samhällen finns i Martna vald:
- Martna